# Wybory generalne w Nigrze w 2016 roku
Wybory generalne odbyły się w Nigrze 21 lutego 2016 roku (wybory parlamentarne i I tura wyborów prezydenckich) i 20 marca 2016 roku (II tura wyborów prezydenckich).

## System wyborczy
W wyborach prezydenckich obowiązuje system II tur, chyba że któryś z kandydatów zdobędzie więcej niż 50% głosów.
Członków Zgromadzenia Narodowego wybrano dwiema metodami. 158 członków wybrano w ośmiu okręgach wielomandatowych opartych na siedmiu regionach Niamey i zgodnie z ordynacją proporcjonalną. Pozostali zostali wybrani w okręgach jednomandatowych8- miejsc było zarezerwowanych dla mniejszości narodowych, a 5 dla Nigerczyków mieszkających za granicą (po jednym miejscu na kontynent).

## Przebieg wyborów
O urząd prezydenta ubiegało się 15 kandydatów, w tym urzędujący Mahamadou Issoufou. Dwóch kandydatów pełniło w przeszłości urząd premiera Nigru: Seyni Oumarou i Hama Amadou, który od listopada 2015 roku kandydował odbywając jednocześnie karę więzienia.
W czasie kampanii Niger był celem licznych ataków terrorystycznych organizacji Boko Haram. Było to oficjalnym powodem zaostrzenia przepisów dotyczących bezpieczeństwa i zwiększenia czujności służb specjalnych na czas kampanii wyborczej. Opozycja oskarżyła rząd o fałszowanie wyborów, jednak zagraniczni obserwatorzy z WANEP nie doszukali się większych nieprawidłowości. Większość opozycji zgodziła się poprzeć w drugiej turze kontrkandydata Issoufou ktokolwiek to będzie. Ostatecznie jednak opozycja wezwała do bojkotu II tury.
Prezydent Issoufou zajął pierwsze miejsce w I turze wyborów prezydenckich, ale nie zdobył 50% wszystkich głosów, więc konieczne stało się przeprowadzenie II tura. W II turze urzędujący prezydent wygrał większością 92,49% wszystkich głosów. Według agencji Reuters przyczyną tak wysokiego wyniku w II turze był bojkot opozycji.
Hama Amadou był najpopularniejszym kandydatem opozycji. 15 listopada 2016 roku tuż po powrocie do kraju z wymuszonej emigracji został aresztowany pod zarzutem handlu dziećmi, ale sam Amadou nie przyznał się do winy i ogłosił się więźniem politycznym. Mimo to został dopuszczony do wyborów prezydenckich. Przez całą kampanię był pozbawiony wolności. Przeszedł do II tury zdobywając 17,73% głosów w I turze. 16 marca, czyli kilka dni przed II turą wyborów został wysłany do Francji na przymusowe leczenie. W II turze zdobył 7,51% głosów. Dopiero 29 marca, po wyborach, sąd zdecydował się wypuścić Amadou za kaucją.

## Wyniki
Wstępne wyniki zostały ogłoszone 26 lutego 2016 roku. Prezydent Issoufou zdobył około 48% głosów, więc brakowało mu niecałych 2 punktów procentowych do całkowitego zwycięstwa w pierwszej turze. Aresztowany przywódca opozycji Hama Amadou uplasował się na drugim miejscu zdobywając 17,8% głosów. II turę zaplanowano na 20 marca 2016 roku. Amadou uzyskał o wiele niższy wynik, choć pozostałe komitety wyborcze kandydatów opozycji deklarowały poparcie go.
8 marca wspierający Amadou Seyni Oumarou, który zajął trzecie miejsce w I turze wypowiedział się w imieniu koalicji komitetów partii opozycyjnych (COPA 2016). Ogłosił, że koalicja zbojkotuje wybory i wycofa swoich przedstawicieli z komisji wyborczych. W odpowiedzi Hassoumi Massaoudou, Minister Spraw Wewnętrznych zapowiedział, że druga tura odbędzie się niezależnie od udziału opozycji. Prawnik reprezentujący aresztowanego Amadou ogłosił jednak, że jego klient nadal bierze udział w wyborach.
II tura odbyła się 20 marca. Bojkot opozycji sprawił, że Issoufou wygrał zdobywając 92,5% wszystkich głosów. Frekwencja wyniosła 60%. 22 marca COPA oświadczyła, że oficjalnie uważa wybory za sfałszowane i nie uznaje wyników.
W wyborach parlamentarnych partie wspierające Issoufou zdobyły 118 na 171 miejsc w Zgromadzeniu Narodowym. Opozycja zbojkotowała także pierwsze spotkanie parlamentu.
30 marca 2016 Trybunał Konstytucyjny oficjalnie ogłosił, że Issoufou został wybrany na drugą kadencję. 

### Wyniki wyborów prezydenckich
| Kandydat                                           | Partia                                                                  | I tura    | I tura    | II tura   | II tura   |
| Kandydat                                           | Partia                                                                  | Głosy     | %         | Głosy     | %         |
| -------------------------------------------------- | ----------------------------------------------------------------------- | --------- | --------- | --------- | --------- |
| Mahamadou Issoufou                                 | Nigerska Partia na rzecz Demokracji i Socjalizmu                        | 2 252 016 | 48,43     | 4 105 499 | 92,49     |
| Hama Amadou                                        | Nigeryjski Ruch Demokratyczny na rzecz Federacji Afrykańskiej           | 563 613   | 17,73     | 333 143   | 7,51      |
| Seyni Oumarou                                      | Ruch Narodowy na rzecz Rozwijającego się Społeczeństwa                  | 290 688   | 12,12     |           |           |
| Mahamane Ousmane                                   | Mouvement des nigériens pour le renouveau démocratique                  | 201 982   | 6,25      |           |           |
| Ibrahim Yacouba                                    | Mouvement patriotique nigérien                                          | 135 176   | 4,34      |           |           |
| Kassoum Moctar                                     | Convergence pour la République                                          | 97 382    | 2,91      |           |           |
| Abdou Labo                                         | Konwencja Demokratyczna i Społeczna                                     | 82 965    | 2,09      |           |           |
| Amadou Cheiffou                                    | Rassemblement social-démocrate                                          | 69 115    | 1,78      |           |           |
| Amadou Cissé                                       | Związek na rzecz Demokracji i Republiki                                 | 44 685    | 1,49      |           |           |
| Laouan Magagi                                      | Alliance pour le renouveau démocratique                                 | 18 681    | 0,96      |           |           |
| Adal Rhoubeid                                      | MDR                                                                     | 18 335    | 0,59      |           |           |
| Abdoulaye Amadou Traoré                            | Convergence pour la démocratie et le progrès                            | 16 508    | 0,40      |           |           |
| Tahirou Guimba                                     | Mouvement démocratique pour le développement et la défense des libertés | 824 5     | 0,40      |           |           |
| Mahaman Jean Philipe Padonou                       | Parti du progrès pour un Niger uni                                      | 7 211     | 0,35      |           |           |
| Mahaman Hamissou Maman                             | Parti pour la justice et le développement                               | 27 35     | 0,16      |           |           |
| Razem                                              | Razem                                                                   | 5 065 456 | 100       | 4 533 267 | 100       |
| Głosy nieważne                                     | Głosy nieważne                                                          | 415 249   | –         | 94 625    | –         |
| Zarejestrowani wyborcy                             | Zarejestrowani wyborcy                                                  | 7 580 598 | 7 580 598 | 7 581 540 | 7 581 540 |
| Frekwencja                                         | Frekwencja                                                              | 66,82%    | 66,82%    | 59,79%    | 59,79%    |
| Źródło: orzeczenia Trybunału Konstytucyjnego Nigru |                                                                         |           |           |           |           |

### Wyniki wyborów parlamentarnych
| Legenda                                                         |
| --------------------------------------------------------------- |
| N - partia nie uczestniczyła w poprzednich wyborach generalnych |

| Partia                                                                                                 | Głosy     | %         | Miejsca   | Zmiana    |
| --- | --------- | --------- | --------- | --------- |
| Nigerska Partia na rzecz Demokracji i Socjalizmu                                                       | 1 701 372 | 35,73     | 75        | 41        |
| Demokratyczny Ruch Nigerski na rzecz Afrykańskiej Federacji                                            | 613 905   | 12,89     | 25        | 2         |
| Ruch Narodowy na rzecz Rozwijającego się Społeczeństwa                                                 | 488 584   | 10,26     | 20        | 5         |
| Patriotyczny Ruch na rzecz Republiki                                                                   | 339 798   | 7,14      | 13        | —         |
| Mouvement Nigérien pour le Renouveau Démocratique - Parti pour le socialisme et la démocratie au Niger | 198 444   | 4,17      | 6         | 6         |
| Mouvement Patriotique Nigérien                                                                         | 155 003   | 3,26      | 5         | —         |
| Nigerski Sojusz na rzecz Demokracji i Postępu                                                          | 140 579   | 2,95      | 4         | 4         |
| Zrzeszenie Społeczno-Demokratyczne                                                                     | 137 577   | 2,89      | 4         | 4         |
| Konwencja Demokratyczna i Społeczna                                                                    | 114 321   | 2,40      | 3         | 0         |
| Congrès Pour la République                                                                             | 122 449   | 2,57      | 3         | —         |
| Zrzeszenie na rzecz Demokracji i Postępu                                                               | 114 141   | 2,40      | 3         | 4         |
| Alliance des Mouvements pour l'Emergence du Niger                                                      | 142 642   | 3,00      | 3         | —         |
| Związek na rzecz Demokracji i Republiki                                                                | 105 037   | 2,21      | 2         | 4         |
| Alliance Démocratique pour le Niger                                                                    | 73 977    | 1,55      | 1         | —         |
| Alliance pour le Renouveau Démocratique                                                                | 69 458    | 1,46      | 2         | 2         |
| Parti Social Démocrate                                                                                 | 43 164    | 0,91      | 2         | —         |
| Parti pour l'unité nationale et la démocratie                                                          | 25 492    | 0,54      | 0         | —         |
| Postępowa Partia Nigru - Afrykańskie Zrzeszenie Demokratyczne                                          | 22 956    | 0,48      | 0         | 0         |
| Parti Nigérien pour l’Autogestion                                                                      | 22 438    | 0,47      | 0         | 0         |
| Convergence pour la Démocratie et le Progrès                                                           | 16 923    | 0,36      | 0         | —         |
| Parti démocratique populaire                                                                           | 16 674    | 0,35      | 0         | —         |
| Nouvelle génération pour le Niger                                                                      | 16 136    | 0,34      | 0         | —         |
| Union des Nigériens Indépendants                                                                       | 13 333    | 0,28      | 0         | 1         |
| Mouvement pour la Démocratie Nigérienne et le Développement                                            | 12 912    | 0,27      | 0         | —         |
| Mouvement Socio-Révolutionnaire pour la Démocratie                                                     | 11 282    | 0,24      | 0         | —         |
| mouvement pour l'unité et le Redressement de la Nation                                                 | 8 693     | 0,18      | 0         | —         |
| IPP RAYUWA                                                                                             | 8 335     | 0,18      | 0         | —         |
| Mouvement Démocratique pour le Renouveau                                                               | 6 525     | 0,14      | 0         | —         |
| Union des Socialistes Nigériens                                                                        | 5 250     | 0,11      | 0         | 0         |
| MNCPS                                                                                                  | 4 806     | 0,10      | 0         | —         |
| Związek na rzecz Demokracji i Postępu Społecznego                                                      | 4 163     | 0,09      | 0         | —         |
| PCP | 2 392     | 0,05      | 0         | —         |
| PS | 2 356     | 0,05      | 0         | —         |
| RDNC                                                                                                   | 360       | 0,01      | 0         | 0         |
| CONIR                                                                                                  | 66        | 0,00      | 0         | 0         |
| Groupement BUNKASA                                                                                     | 18        | 0,00      | 0         | —         |
| CDR | 13        | 0,00      | 0         | —         |
| Kandydaci niezależni                                                                                   | 113       | 0,00      | 0         | 0         |
| Razem                                                                                                  | 5 020 167 | 100       | 171       | 58        |
| Głosy nieważne                                                                                         | 259 377   | –         | –         | –         |
| Zarejestrowani wyborcy                                                                                 | 7 574 958 | 7 574 958 | 7 574 958 | 7 574 958 |
| Frekwencja                                                                                             | 66,27%    | 66,27%    | 66,27%    | 66,27%    |
| Źródło:                                                                                                |           |           |           |           |